# Marc Gicquel
Marc Gicquel (Tunes, 30 de Março de 1977) é um ex-tenista profissional da França.
Gicquel, nasceu na Tunisia, porém representou a França, começou em 1999, demorou certo tempo para quebrar a barreira dos top 50, apenas em 2006 quando passou, e um ano depois, cravou seu melhor ranking 38° do mundo, ainda não possui títulos de nível ATP, mas bateu na trave em 4 oportunidades, em simples e duplas duas vezes cada. em 2006 chegou as quartas no Aberto dos Estados Unidos, perdendo para o suíço Roger Federer, em 2008 foi as quartas-de-finais no Grand Slam da Austrália ao lado de Fabrice Santoro.

## Conquistas
- 2006 Vice-Campeonato ATP de Lyon, França para Richard Gasquet
- 2007 Vice-Campeonato ATP de Lyon, França para Sébastien Grosjean